# Pteronotus quadridens
Pteronotus quadridens (Gundlach, 1840) è un pipistrello della famiglia  diffuso nei Caraibi.

## Descrizione

### Dimensioni
Pipistrello di piccole dimensioni, con la lunghezza dell'avambraccio tra 35 e 41 mm, la lunghezza della coda tra 18 e 28 mm, la lunghezza delle orecchie tra 12 e 15 mm e un peso fino a 6 g.

### Aspetto
La pelliccia è corta e densa. Le parti dorsali variano dal bruno-grigiastro al bruno-giallastro con la porzione centrale dei peli più chiara, mentre le parti ventrali sono più chiare. Il muso è corto ed appuntito, con dei lunghi peli sui lati del muso e una piccola piega cutanea sopra le narici. Le labbra sono rigonfie, quella inferiore è ricoperta di grosse papille verrucose. Gli occhi sono molto piccoli. Le orecchie sono strette, triangolari, appuntite e separate tra loro, con il bordo anteriore provvisto da 2 a 4 piccole dentellature, che si proietta in avanti fino sul muso e l'antitrago basso che si estende fino all'angolo posteriore della bocca. Il trago è lungo circa un terzo del padiglione auricolare e con una piega lungo il margine anteriore. Le ali sono attaccate posteriormente lungo la parte interna della tibia in prossimità del calcar. La coda è lunga e fuoriesce per circa la metà sulla superficie dorsale dell'ampio uropatagio. Il calcar è molto lungo. Il cariotipo è 2n=38 FNa=60.

## Biologia

### Comportamento
Si rifugia in colonie numerose di 5.000-15.000 individui all'interno di grotte calde e umide, con accesso unico e temperatura stabile. È stata riportata una colonia in Giamaica contenente circa 141.000 esemplari. È il pipistrello più comune a Cuba e a Porto Rico. L'attività predatoria inizia generalmente la sera.

### Alimentazione
Si nutre di insetti, particolarmente coleotteri, Ditteri e lepidotteri catturati in volo.

### Riproduzione
Danno alla luce un piccolo, talvolta due, alla volta nel mese di giugno. Gli accoppiamenti avvengono in gennaio.

## Distribuzione e habitat
Questa specie è diffusa nelle Grandi Antille, da Cuba a Porto Rico.

## Tassonomia
Sono state riconosciute 2 sottospecie:
- P.q.quadridens: Cuba;
- P.q.fuliginosus (Gray, 1843): Giamaica, Hispaniola, Porto Rico.

## Conservazione
La IUCN Red List, considerata la relativa abbondanza nel suo areale limitato e la popolazione presumibilmente numerosa, classifica P.quadridens come specie a rischio minimo (Least Concern).